# Тернем-Грін (станція метро)
51°29′43″ пн. ш. 0°15′18″ зх. д. / 51.495278° пн. ш. 0.255° зх. д.
Тернем-Грін (англ. Turnham Green) — станція Лондонського метро, ліній Дистрикт та Пікаділлі. Розташована на межі 2-ї та 3-ї тарифних зон, у районі Чизік, боро Гаммерсміт і Фулем, для Пікаділлі між станціями Гаммерсміт та Актон-таун, для Дистрикт — Стемфорд-брук та Чизік-парк або Ганнерсбері. Пасажирообіг на 2017 рік — 6.16 млн осіб
Конструкція станції — наземна відкрита з кросплатформовою пересадкою та двома острівними платформами.

## Історія
- 1. січня 1869 — відкриття станції у складі London and South Western Railway (L&SWR)[3].
- 1. червня 1870 — відкриття трафіку Great Western Railway (GWR)[4].
- 31 жовтня 1870 — припинення трафіку GWR[4].
- 1 червня 1877 — відкриття трафіку District Railway (DR, тепер лінія Дистрикт)[5].
- 1 жовтня 1877 — відкриття трафіку Metropolitan Railway (MR, тепер лінія Метрополітен).
- 5 травня 1878 — відкриття трафіку Midland Railway Super Outer Circle.
- 30 вересня 1880 — припинення трафіку Midland Railway Super Outer Circle.
- 1. січня 1894 — відновлення трафіку GWR.[4]
- 31. грудня 1906 — припинення трафіку MR.
- 31. грудня 1910 — припинення трафіку GWR[4].
- 3. червня 1916 — припинення трафіку L&SWR[5]
- 23. червня 1963 — відкриття трафіку лінії Пікаділлі[6].

## Пересадки
- Пересадки на автобуси London Buses маршрутів: 94, 272, E3, 237, 267, 391, H91 та нічні маршрути N9, N11.[7]

## Послуги
| Попередня станція | Лінія | Лінія                            | Лінія | Наступна станція |
| ----------------- | ----- | -------------------------------- | ----- | ---------------- |
| Чизік-парк        |       | Лондонське метро Лінія Дистрикт  |       | Стемфорд-брук    |
| Ганнерсбері       |       | Лондонське метро Лінія Дистрикт  |       | Стемфорд-брук    |
| Актон-таун        |       | Лондонське метро Лінія Пікаділлі |       | Гаммерсміт       |